# Ehud Barak
Ehud Barak (Hebreeuws: אהוד ברק) (Misjmar Hasjaron, 12 februari 1942) is een voormalig Israëlisch politicus van de Arbeidspartij, ex-generaal en de 10e premier van Israël van 1999 tot 2001.
Barak, militair van beroep, was van 1991 tot 1995 opperbevelhebber van het Israëlisch defensieleger en werd daarna politiek actief. Hij was minister van Binnenlandse Zaken in 1995, minister van Buitenlandse Zaken van 1995 tot 1996 en 2000 en minister van Defensie van 1999 tot 2001 en van 2007 tot 2013. Barak was partijleider van de Arbeidspartij van 1997 tot 2001 en van 2007 tot 2011.

## Biografie
Het vredesproces, dat onder de regering van Likoed in het slop was geraakt, werd met steun van de Amerikaanse regering-Clinton nieuw leven ingeblazen. Wekenlang onderhandelde Barak in het Amerikaanse Camp David met Yasser Arafat. Barak wilde zelfs delen van Arabisch Oost-Jeruzalem opgeven maar het recht op terugkeer van de Palestijnse vluchtelingen was voor hem onbespreekbaar want dat zou de Joden tot een minderheid in eigen land maken. In januari 2001 wordt in Taba een betere poging gedaan het conflict op te lossen, maar door de verkiezingsstrijd tussen Barak en Ariel Sharon blijft deze kans onbenut.
Tijdens zijn bewind bracht Likoed-leider Sharon op 28 september 2000 een bezoek aan de Tempelberg. Dit vormde het begin van de Tweede Intifada van de Palestijnen. De gewelddadigheden waarmee die gepaard ging, zorgden ervoor dat bij de premiersverkiezingen van 2001 Barak van Sharon verloor, die met 62,4% ruim de verkiezingen won. Op 7 maart 2001 werd Sharon geïnstalleerd als de nieuwe premier.
Na zijn premierschap trok Barak zich uit de politiek terug. Toch stelde hij zich in 2005 kandidaat om de nieuwe leider te worden van de Arbeiderspartij. In de peilingen stond hij er echter erg slecht voor. Hij stapte voortijdig uit de race en gaf zijn steun aan Shimon Peres, die overigens de verkiezingen verloor. Amir Peretz werd de nieuwe leider en Peres stapte vervolgens uit de partij om zich bij de nieuwe partij van Sharon - Kadima - aan te sluiten. Barak bleef lid van de Arbeiderspartij. Hij maakte later bekend geen kandidaat te zijn voor de Israëlische parlementsverkiezingen van 2006.
In januari 2007 maakte Barak bekend dat hij zou gaan strijden voor het leiderschap van de Arbeiderspartij. In een poll van maart 2007 bleek dat Barak een grote voorsprong had op alle andere kandidaten. Op 12 juni 2007 werd hij met 51,3 procent van de stemmen verkozen. Op 18 juni 2007 werd hij geïnstalleerd als minister van Defensie, een post die hij eerder ook al bekleedde en waarmee hij eveneens Peretz opvolgde.
Na de val van de regering-Olmert kwamen nieuwe verkiezingen, die voor de Arbeiderspartij een ramp werden met slechts 13 zetels (een verlies van 6 zetels). Ondanks het grote verlies vormde de partij een coalitie met Likoed, Jisrael Beeténoe en Shas, en Barak bleef hierdoor minister van Defensie, ditmaal onder zijn voormalige rivaal Benjamin Netanyahu in de regering-Netanyahu II.
Op 17 januari 2011 stapte de Arbeidspartij vanwege de rechtse koers uit dit kabinet. Barak kon zich hier niet in vinden en samen met vier andere Knessetleden van de Arbeidspartij richtte hij Atzmaoet (Onafhankelijkheid) op. Met deze nieuwe partij bleef hij deel uitmaken van de regering en behield hij zijn ministerspost.
Barak kondigde aan na de verkiezingen van januari 2013 niet terug te keren in de politiek. Hij zou aanblijven als defensieminister totdat er een nieuw kabinet was gevormd, zo maakte hij in november 2012 bekend.
Op 20 maart 2016 deed Barak als ex-minister-president een ernstige waarschuwing uitgaan: volgens hem is "Israël geïnfecteerd met het zaad van het fascisme", en "zijn er geen serieuze leiders in de wereld meer overgebleven die nog geloof hechten aan de Israëlische regering". Dit was in antwoord op de terugtreding eerder die dag van de minister van Defensie, Moshe Ya'alon, die als reden daarvoor verklaarde het in moreel en professioneel opzicht sterk oneens te zijn met de premier (Netanyahu).

### Comeback
Barak kondigde op 27 juni 2019 aan terug te willen keren in de politiek en met een nieuwe partij mee te willen doen aan de algemene verkiezingen van 17 september. Hij zei dat het hoog tijd is om een eind te maken aan het "corrupte leiderschap" van premier Netanyahu en suggereerde samen te willen werken met centrum- en linkse partijen. Deze samenwerking betrof Meretz, Miflega HaYeruka en Yisrael Demokratit en vijf zetels behalen. Baraks partij Yisrael Demokratit haalde 4,34 % (192.495 stemmen) wat goed was voor één zetel.
- Bibsys: 6051150
- Bibliothèque nationale de France: cb135114736 (data)
- Gemeinsame Normdatei: 122143442
- International Standard Name Identifier: 0000 0000 8168 8134
- Library of Congress Control Number: n98096884
- National Archives and Records Administration: 10574576
- Nationale Bibliotheek van Tsjechië: js20100707001
- Nationale Bibliotheek van Israël: 987007258286705171
- SNAC: w6975kng
- Système universitaire de documentation: 050369016
- Virtual International Authority File: 149149294073580520052

David Ben-Gurion (1948–1954) ·
Moshe Sharett (1954–1955) ·
Ben-Gurion (1955–1963) ·
Levi Eshkol (1963–1969) ·
Yigal Allon (1969) ·
Golda Meïr (1969–1974) ·
Yitzhak Rabin (1974–1977) ·
Shimon Peres (1977) ·
Menachem Begin (1977–1983) ·
Yitzhak Shamir (1983–1984) ·
Peres (1984–1986) ·
Shamir (1986–1992) ·
Rabin (1992–1995) ·
Peres (1995–1996) ·
Benjamin Netanyahu (1996–1999) ·
Ehud Barak (1999–2001) ·
Ariel Sharon (2001–2006) ·
Ehud Olmert (2006–2009) ·
Netanyahu (2009–2021) ·
Naftali Bennett (2021–2022) ·
Yair Lapid (2022) ·
Netanyahu (2022–heden)